# Didaktik der Musik
Das Buch Didaktik der Musik von Michael Alt beinhaltet die erste in der Bundesrepublik Deutschland entstandene musikdidaktische Konzeption. Über Alts Konzeption schreibt Brigitta Helmholz: Wie sehr Alts Konzeption die deutsche Musikpädagogik prägte, geht nicht nur aus dem tatsächlich erfolgten Umbruch in der Praxis, sondern auch aus den bis in die heutige Zeit anhaltenden Zustimmungen beziehungsweise kritischen Auseinandersetzungen hervor.

## Situation nach dem Zweiten Weltkrieg
Die Zeit nach dem Zweiten Weltkrieg, die auch als neomusische Phase bezeichnet wird, lässt sich wie folgt beschreiben:
Einerseits wurde die Musische Erziehung (nach dem Zweiten Weltkrieg als Musische Bildung bezeichnet), die bereits seit Anfang des 20. Jahrhunderts das Bild des Musikunterrichtes prägte und anfangs beinahe ausschließlich aus Gesang[s]unterricht bestand, nach dem Zweiten Weltkrieg wieder aufgegriffen und weitergeführt. (Anmerkung: Der Terminus „Musische Erziehung“ (später: „Musische Bildung“) geht auf das klassische griechische Erziehungs- und Gestaltungsprinzip der musiké zurück, welches Musik, Tanz und Dichtung als Einheit betrachtet. Der Begriff der musischen Erziehung fand besonders durch die Schrift „Musische Erziehung“ von Ernst Krieck (1933) seit den 1920er Jahren Eingang in die deutsche Musikpädagogik.)
Das Liedrepertoire (Volkslieder, Kinderlieder, Gesellschaftslieder usw.), aus dem sich deutsche Musikpädagogen in der Zeit nach dem Zweiten Weltkrieg bedienten, bestand größtenteils immer noch aus Liedern der Jugendmusikbewegung (vgl. Wandervogelbewegung) Anfang des 20. Jahrhunderts und teilweise auch aus alte[m] Liedgut der Hitlerzeit mit Liedern von Baumann, Spitta, Rohwer, Bresgen usw.
Andererseits änderten sich im außerschulischen Bereich die Hörgewohnheiten der deutschen Jugendlichen in den Jahren und Jahrzehnten nach dem Zweiten Weltkrieg signifikant. Musikrichtungen wie Rock ’n’ Roll (in den 1950er Jahren) oder Beatmusik (in den 1960er Jahren) waren bei der schulischen Jugend sehr beliebt und verdrängten das Liedrepertoire der Jugendmusikbewegung – also die Musik der Elterngeneration. Darüber hinaus entstand ein neuer Jugendjargon, den die Generation der Erwachsenen nicht mehr verstand.
Die schulische Jugend befriedigte nun außerhalb der Schule ihre musikalischen Bedürfnisse mit „ihrer“ Musik (zum Beispiel Rock ’n’ Roll), während deutsche Musikpädagogen immer noch einer veralteten, gestrigen Ideologie der musischen Bildung nachhingen (zum Beispiel durch Singen von Volksliedern).
Forciert wurde die Verbreitung der Jugendmusik durch technische Mittler, wie dem Rundfunk, der Langspielplatte, dem Magnetophon (Tonbandgerät) oder dem Fernsehen, das zu Weihnachten 1952 sein erstes Programm ausstrahlte. Diese Medien hatten ein nie zuvor erlebte Massenkommunikation zur Folge.
Erste Ansätze des Umdenkens in der musikpädagogischen Forschung gab es um 1960, als die drei Aufgabenfelder von Musik (Singen, Musikkunde und Werkbetrachtung) formuliert wurden. Diese didaktische Theorie forderte: in der Unterstufe – Singen (meist noch im Sinne der Musischen Bildung), in der Mittelstufe – Musikkunde, in der Oberstufe – Werkbetrachtung. Jedoch gab es in der Praxis zwischen den Schularten signifikante Unterschiede: Während am Gymnasium sowohl Volks- als auch Kunstmusik behandelt wurde, wurde in der Volksschule lediglich Volksmusik gesungen und besprochen.

## Forderung nach einer neuen Konzeption
In seinem Buch „Didaktik der Musik“ stellte Michael Alt mehrere Forderungen für einen seiner Meinung nach zukunftsfähigen Musikunterricht auf, die er in drei folgenden Aspekten formulierte:
- Realaspekt: Ziel sollte sein, dass der Jugendliche sich im disparaten Musikangebot zurechtfinden […], eine einsichtige Auswahl treffen und Sicherheit im verantwortlichen Gebrauch der Musik gewinnen[13] kann. In diesem Zusammenhang forderte Alt, dass jeder Mensch in einer Demokratie das Recht besitze, sowohl an der Kultur als auch an der Kunst teilhaben zu dürfen. Für Alt war es wichtig, dass die ganze Musik, von der Volksmusik bis hin zur Kunstmusik[14] den Kindern und Jugendlichen in allen Schularten und Schulstufen, also sowohl in der Unter- als auch in der Mittel- und Oberstufe, musikpädagogisch vermittelt wird.[15]
- Kunstaspekt: Alt postulierte eine Umwandlung des Gesang[s]unterrichtes in einen Musikunterricht, um der Interpretation von Musik mehr Raum zu geben. Unter Interpretation verstand Alt weniger das „Nachplappern“ von Musik, sondern vielmehr die Einfühlung, das Verstehen und das kunstvolle Nachgestalten im Wort im Sinne einer erlernbaren, systematisch angelegten „Auslegungslehre“.[16]
- Sachaspekt: Weil neue Medien wie Radio und Fernsehen unentwegt Nachrichten und Informationssendungen ausstrahlten, verfügten Jugendliche bald über ein sehr breitgefächertes Wissen. Alt forderte nun für einen zukunftsweisenden Musikunterricht, dass dieses sehr bruchstückhafte Vorwissen der Heranwachsenden, also jene Kenntnisse und Erfahrungen, die Jugendliche in den Unterricht einbringen konnten, aufgegriffen, gesammelt, geklärt, systematisiert und vertieft werden[17] sollte.[18]

## Die Konzeption im historischen Kontext
Die Konzeption „Orientierung am Kunstwerk“ von Michael Alt orientierte sich an damals bekannten Ansätzen von Gustav Wyneken, August Halm (vgl. Wickersdorfer Kreis) sowie Theodor W. Adorno, die sich von der Musischen Bildung abwandten und die Reifung der Jugend am Bildungsgehalt echter Kunstwerke forderten.
Insbesondere Theodor W. Adorno (1903–1969) setzte sich in seinen Schriften kritisch mit der vor und nach dem Zweiten Weltkrieg vorherrschenden Musikerziehung auseinander. In Aufsätzen, wie „Thesen gegen die musikpädagogische Musik“ und „Zur Musikpädagogik“, griff Adorno die Ideale der musischen Erziehung an. In diesen Schriften postulierte er eine strikte Abkehr vom Musik-Dilettantismus, eine Abkehr von den Idealen der Jugendmusikbewegung und eine Hinwendung zu Musik mit ästhetischem Anspruch. Es ging Adorno um die Frage: Was wird gesungen, wie und in welchem Ambiente. Daß einer fidelt soll wichtiger sein als was er geigt beschreibt die Haltung Theodor W. Adornos gegenüber der Musik-Dilettanten. Zweck musikalischer Pädagogik ist es, so Adorno, die Fähigkeiten der Schüler derart zu steigern, daß sie die Sprache der Musik und bedeutende Werke verstehen lernen; daß sie solche Werke soweit darstellen können, wie es fürs Verständnis notwendig ist.
Darüber hinaus war auch Theodor Wilhelm, der in seinem Werk „Theorie der Schule“ eine neue Wissenschaftsschule, d. h. eine an den (Natur)Wissenschaften orientierte Schule, forderte, für Alt relevant. Wilhelm postulierte, dass auch die Künste […] eine Denkwelt sichtbar machen, aber eine Reflexionsebene anderer, nicht-verbaler Art. […] In der Kunst wird das Operationsfeld des Denkens erweitert. Der Kunstunterricht […] muß bewirken, daß der Schüler sich auch vor Kunstwerken zur Reflexion entschließt. Reflexion stand hier stellvertretend für Interpretation. Diese wurde von Wilhelm explizit gefordert und von Alt als Grundlage für seine Konzeption übernommen. Die Begründung der Wissenschaftsschule von Wilhelm eröffnete eine ganz neue Perspektive und legitimierte das Fach Musik in der Schule als ein den anderen geisteswissenschaftlichen Fächern gleichrangiges Fach.
Ziel aller musikdidaktischen Konzeptionen und Ansätze in dieser Zeit war es, die musische Erziehung in einen Musikunterricht umzuwandeln. Erst mit der musikdidaktischen Konzeption von Michael Alt gelang dies.
Bereits in den 1930er Jahren hatte Michael Alt Schriften, wie „Vom neuen Musikunterricht“ (1936) oder „Die Musikerziehung in der deutschen Schule“ (1939) publiziert, in denen er sich zu einer revolutionären, nationalsozialistischen, musischen Erziehung bekannte. So gab er beispielsweise in seiner Schrift „Wesen und Wege der musischen Erziehung“ (1938) als Ziel der musischen Erziehung aus: Seelische Bewegung und Erregung durch das rhythmisch bewegte musische Tun [zu erreichen]: durch Singen, Sprechen von Dichtungen und gestaltete Körperbewegung.
Gleichzeitig aber bezog Alt kritische Position gegenüber Ernst Krieck.
In den 1960er Jahren änderte sich der Begriff der „musischen Bildung“ bei Michael Alt. Zwar ist für Alt die griechische Idee des Musischen immer noch unersetzlich, weil sie die leib-seelische Grundschicht des Menschen anspreche, von der aus die Bildung in Gang gebracht […] werden müsse. Jedoch sollte sie lediglich in der Unterstufe (also in der Grundschule) zum Tragen kommen. In den höheren Schulstufen (Mittelstufe und Oberstufe) sollte sie der Interpretation von und Reflexion über Musik, also der Verwissenschaftlichung von Musik weichen.
In seinem Artikel „Tendenzen der Musikdidaktik“ schreibt Dieter Zimmerschied, dass Theodor W.-Adorno und Michael Alt bereits sehr früh erste Zweifel an der Zeitgemäßheit und Legitimität der rein musischen Musikerziehung äußerten, die noch lange nach dem Zweiten Weltkrieg im Musikunterricht an deutschen Schulen bestimmte (vgl. „Situation nach dem Zweiten Weltkrieg“).

## Die Konzeption von Michael Alt

### Allgemeines
Das Buch „Didaktik der Musik“ erschien in den Jahren 1968, 1970, 1973 und 1977 in insgesamt vier Auflagen. In den ersten beiden Auflagen trug das Buch den Untertitel „Orientierung am Kunstwerk“, der 1973 ersatzlos gestrichen wurde. Als Begründung für die Streichung des Untertitels gab Alt an, beide Bestandteile des Begriffes „Kunstwerk“ seien in einen mehr ideologischen als ästhetischen Streit hineingeraten und widersprächen deshalb den Intentionen und Ausführungen des Buches.
Im ersten Teil des Buches „Didaktik der Musik“ geht Alt auf die „Situation der Musikpädagogik“ ein. Teil II beinhaltet die Funktionsfelder „Reproduktion“, „Interpretation“, „Information“ und „Theorie“, die im folgenden Punkt näher erläutert werden.

### Die vier Funktionsfelder der Konzeption: Theorie, Reproduktion, Information und Interpretation
Der Kern der Konzeption von Michael Alt setzt sich aus den vier Funktionsfeldern Theorie, Reproduktion, Information und Interpretation von Musik zusammen. Erst wenn alle vier Funktionsfelder Bestandteil des Musikunterrichtes sind, ist nach Ansicht von Alt der Musikunterricht zukunftsfähig.
Im Folgenden werden die Funktionsfelder vorgestellt.

#### Die Reproduktion
Wenn Alt von der „Reproduktion“ von Musik spricht, meint er damit das künstlerische Singen (Kunstlied) sowie die künstlerische Nachgestaltung von Musik und nicht das Usuelle Singen. Mit Usuellem Singen bezeichnet Alt das Singen von inhaltlich und musikalisch seichten Liedern und Songs, die im alltäglichen Leben eine bestimmte Funktion haben, wie beispielsweise Schlager, das Lied im Gottesdienst oder Wander- und Fahrtenlieder. Erst wenn Volkslieder, die Alt auf etwa 200.000 schätzt, im textlichen Niveau entschieden angehoben werden, kann man sie als Kunstlieder betrachten. Aber nicht nur an den Text, sondern auch an die Melodie und die Harmonik stellt Alt hohe Anforderungen, damit diese Lieder in den Singkanon des Musikunterrichtes aufgenommen werden können. Die besten kunsthaften Volkslieder, welche von den Schülern gründlich erarbeitet und sicher gekonnt werden sollen, bilden dann im Musikunterricht in der Unter- und Mittelstufe die Basis, auf die dann die künstlerisch entfaltete Vokalmusik in der Oberstufe (und auch in Ansätzen bereits in der Mittelstufe) aufbaut.
Von großer Bedeutung ist für Alt, dass die Schüler Vokalmusik aus allen großen musikgeschichtlichen Epochen (von der Entstehungszeit des Gregorianischen Gesangs über das Chorlied in der Renaissance bis hin zur zeitgenössischen Musik) kennenlernen.
Für Alt ist besonders die Begabtenförderung, also das Ausdifferenzieren der technischen Leistungsfähigkeit der Schüler und die daraus resultierende Teilnahme der Besten an Schulchor und/oder Schulorchester, von entscheidender Bedeutung. Neben der Ausbildung der Stimme spielt auch die Ausbildung am Instrument eine große Rolle. Die besseren Schüler sollen nicht nur im Gruppenunterricht, sondern vor allem auch im Einzelunterricht in harter Übung und systematischer Steigerung ein Instrument erlernen, um einen höheren Bewusstseinsgrad des Vollzuges von Musik zu erreichen.
Alt meldet aber Bedenken an, wenn man versucht, im Klassenverband die gesamte Schülerschaft an das Instrument zu binden, weil die Orientierung am schwächsten Schüler zu einer Demotivierung der besseren Schüler führen könnte.

#### Theorie
Ein weiteres Funktionsfeld wird als „Theorie“ bezeichnet, die sich laut Alt in zwei Bereiche aufteilen lässt: die „Handwerkslehre“ (im Sinne einer praktischen handwerklichen Fachkunde der Musik) und das „spekulative Denken“ (deutende Betrachtung) in Musikästhetik und Musikphilosophie. Handwerkslehre umfasst Bereiche, wie Harmonielehre, Satztechnik und Formenlehre, und stellt eine Art Allgemeine Musiklehre dar. Entscheidend dabei ist, dass man sich an der abendländischen Musik orientiert und einen interkulturellen Vergleich meidet.
Um die Handwerkslehre motivierend zu gestalten, fordert Alt die Verwendung improvisatorischen Übungsgutes. Alt orientiert sich bei Improvisation an der reformpädagogischen Idee von der Weckung der schöpferischen Kräfte im Kinde, die bereits bei Comenius, Pestalozzi oder Montessori eine große Rolle spielten. Um später in das Spiel mit Tönen […] am elementaren Instrumentarium hinübergleiten zu können, sollen Kinder in Modellen (Silben, Worten oder Rhythmen) arbeiten.
Unabdingbar für die Erarbeitung der Handwerkslehre ist für Alt das Werkhören, um die Grunderscheinungen der Musik auch in dieser sublimierten Form erfassen zu lernen.
Darüber hinaus postuliert Alt eine systematische Steigerung der Anforderungen beim Erwerb der Handwerkslehre sowie eine ausgeprägte Differenzierung innerhalb der Schülerschaft.
Zudem sollte die Handwerkslehre mit einer praktikablen Musikästhetik verknüpft werden. In groben Zügen gibt Alt eine Vorstellung davon, wie er sich eine derartige Entwicklung der Musikästhetik im Musikunterricht vorstellt: In der Unterstufe werden Improvisationen der Schüler gemeinsam besprochen und bewertet; in der Mittelstufe Ausdrucksmittel der Musik (zum Beispiel Rubato, Ritardando) untersucht; in der Oberstufe die musikologische Thematisierung der Musik (zum Beispiel Bedeutung der Notenschrift für die abendländische Musik) ausgebaut.

#### Interpretation
„Interpretation“ bezeichnet das dritte und für Alt wohl bedeutendste Funktionsfeld der Musik. Obwohl einige Bezeichnungen aus der pädagogischen Geschichte zur Verfügung stehen (zum Beispiel Werkhören, Rezeption, (Werk)Betrachtung usw.), wählt Alt den Terminus „Interpretation“, weil dieser die Rationalität bei der Bewertung eines Kunstwerkes in besonderer Weise betont.
Das Funktionsfeld „Interpretation“ soll vom Lehrer gelenkt werden. Ziel ist es, dem Schüler eine „Auslegungslehre“ an die Hand zu geben, damit dieser in der Lage ist, die Interpretation des Lehrers nicht nur nachvollziehen, sondern auch selbst durchführen zu können. Alt geht davon aus, dass der Schüler nur an Hand einer methodisch erarbeiteten Auslegungslehre […] einen […] adäquaten Zugang zu musikalischen Kunstwerken finden kann.
Durch die Interpretation von musikalischen Kunstwerken wird das Unterrichtsfach Musik auf die gleiche Stufe mit den Sprachen, Geschichte oder Religion gehoben, das einige Jahre zuvor Theodor Wilhelm bereits gefordert hatte und auf das nunmehr Alt nochmals ausdrücklich hinweist.
In Anlehnung an die Literaturwissenschaft entscheidet sich Alt für den Terminus „Werkimmanente Interpretation“, bei der das Kunstwerk nicht durch die Dichterbiographie, die Stoff- und Motivgeschichte des Werkes, die Geistesgeschichte, […] usw., sondern als ein eigener Bereich eigenständiger Gestaltungen und Sinnbilder und als eine Sinneinheit verstanden wird.
Doch die Interpretation von Musik bringt laut Alt auch das Problem mit sich, dass Musik eine flüchtige Kunst sei und dass lediglich die Interpretation des Nachklanges von Musik über die Höranalyse möglich sei. Eine Höranalyse ist bei der Besprechung von musikalischen Details unzureichend und bedarf der Durchführung einer Augenanalyse über die Partitur. Da Alt davon ausgeht, dass einer Vielzahl von Jugendlichen das Partiturlesen Probleme bereitet, sei es unabdingbar, sich auf einige wenige Brennpunkte des musikalischen Ablaufs zu konzentrieren (incl. Formplan an der Tafel zur Verdeutlichung).
Darüber hinaus weist Alt auf das Problem hin, dass werkimmanente Interpretation oft auf musikwissenschaftlich abgesicherte Kenntnisse verzichten muss, weil die Musikwissenschaft selbst noch eine sehr junge Wissenschaft sei. Dies bedeutet, dass man sich in der Schule darauf beschränken muss, die leicht faßlichen und unter diesen wieder die sinntragenden Erscheinungen zu begreifen.
Die Werkauswahl erfolgt gemäß der Ergiebigkeit des Werkes, um eine Auslegungslehre aufbauen zu können.
Alt postuliert in seiner Konzeption auch die Erstellung von Werkgruppen, d. h. Werke, die den gleichen Sinnkern beinhalten. Nachfolgende Abbildung 2 verdeutlicht die Werkeinteilung, bei der sich Alt teilweise auf die Einteilung von Albert Wellek bezieht.
| Absolute Musik                               | Absolute Musik                       | Verbundene Musik                 | Verbundene Musik                                               | Verbundene Musik                          |
| Formale Musik                                | Ausdrucksmusik                       | Tänzerische-gestische Musik      | Vokalmusik                                                     | Programmmusik                             |
| -------------------------------------------- | ------------------------------------ | -------------------------------- | -------------------------------------------------------------- | ----------------------------------------- |
| Sonate, Fuge, Kanon, Rondo, Passacaglia usw. | Präludium, Toccata, Etüde, Variation | Modetänze                        | Volkslied, Motette, religiöses Lied, Madrigal, Choralwerk usw. | Sinfonische Dichtung, Charakterstück usw. |
|                                              |                                      | Gavotte, Menuett, Siciliano usw. |                                                                |                                           |
|                                              |                                      | Neuer Tänze                      | Wort-Ton-Verhältnis                                            | Wort-Ton-Verhältnis                       |
|                                              |                                      | Polka, (Wiener) Walzer usw.      | musikbetont                                                    | wortbetont                                |
| Symphonie usw.                               | Symphonie usw.                       |                                  | Belcanto-Arie, Gregorianischer Choral usw.                     | Sololied, Strophenlied, Rezitativ usw.    |
|                                              |                                      |                                  | Oper, Oratorium, Kantate usw.                                  |                                           |

Um ein musikalisches Kunstwerk interpretieren zu können, ist es notwendig, dieses im Hinblick auf beispielsweise Rhythmik, Harmonik, Melodie oder Form zu durchleuchten. Alt weist in diesem Zusammenhang auf die verschiedenen Schichten eines Kunstwerkes hin, die von Nicolai Hartmann in seiner „Ästhetik“ 1953 vorgestellt wurden. Abbildung 6 zeigt die einzelnen Schichten und ihre Inhaltsdimension. Alt weist darauf hin, dass der Musikhörer beim Hören und später beim Analysieren des Kunstwerkes zwischen den Schichten hin und her wechselt und demnach die Schichten nicht von oben nach unten „abgearbeitet“ werden.
Erst wenn der Rezipient das Kunstwerk sowohl hörend als auch analysierend verinnerlicht hat, wird es als geistiges Dokument im Langzeitgedächtnis gespeichert.
Damit Schüler eine Auslegungslehre entwickeln können, ist es unerlässlich, dass sie Methoden an die Hand bekommen, mithilfe derer sie das Kunstwerk analysieren können. Alt unterscheidet verschiedene Arten von Analysemethoden:
- Phänomenologische Methoden (Formanalyse, Energetik)
- Psychologische Methoden (Hermeneutik, Stimmungsästhetik)
- Historische Methoden (biographische, musikgeschichtliche, genetische und stilkundliche Methoden)[60]

Ob nun der Schüler eine Methode aus dem phänomenologischen oder aus dem historischen Bereich wählt, der Ablauf ist immer derselbe: Über die Höranalyse, bei der der Schüler die groben Formen oder Figuren wahrnimmt, hin zur Sehanalyse mithilfe der Partitur, bei der dann Details herausgearbeitet werden können.
Alt gibt aufgrund seiner Vermutung, dass das Fassungsvermögen von Jugendlichen allgemein gering sei, zu bedenken, dass der Jugendliche bei der Analyse eines Kunstwerks nicht überfordert sein sollte.

#### Information
Das vierte und letzte Funktionsfeld ist die „Information“. Musikunterricht konkurriere, so Alt, mit den Medien (vgl. Punkt 1), die die Jugendlichen mit Erfahrungen und Informationen überschwemme. Der Lehrkraft obliege es nun, diese zu ordnen und aufzuarbeiten.
Dabei solle der Lehrer das Vorwissen der Schüler nicht aufs Wesentliche beschränken, sondern auf die gesamten Wissensbestände zurückgreifen. In Anlehnung an T. Wilhelms Wissenschaftsschule, forderte Alt ein Bestreben weg vom Auslesekanon und hin zur freien offenen Wissensenzyklopädie.
Alt unterscheidet drei Arten von Wissen bzw. Informationen:
- Kategorisieren (Sinnstrukturen von Musik)
- Geschichtlich gerichtetes Orientierungswissen
- Funktionswissen (Umweltlehre, Lebenslehre usw.)[65]

## Gesamtplan
Die Konzeption „Orientierung am Kunstwerk“ beinhaltet, dass alle vier Funktionsfelder in allen Schularten und Schulstufen im Musikunterricht Einzug halten. Erst dann ist Durchlässigkeit gegeben und ein Wechsel von einer in eine andere Schulart möglich. Jedoch weist Alt auch auf die Problematik hin, dass die einzelnen Schularten erst eine gemeinsame Linie finden müssen (von der ersten bis zur 13. Klasse).
Alt geht davon aus, dass sich der Gesamtplan von „Orientierung am Kunstwerk“ aus drei Teilen zusammensetzt, an deren Ende jeweils Zwischenziele stehen: Untere Schulstufe (Unterstufe), Allgemeine Grundbildung (Mittelstufe) und Grundlegende Geistesbildung (Oberstufe).
Der Gesamtplan wird gleichzeitig als eine Art Rahmenplan gesehen. Dies bedeutet, dass einzelne Stoffe nicht explizit festgelegt werden, sondern lediglich Aufgaben im Rahmen der Funktionsfelder formuliert werden.